# 34808 Bocosur
34808 Bocosur este o planetă minoră (asteroid), cu un diametru de 5,949 km, din centura de asteroizi. A fost descoperită pe 19 septembrie 2001 la Stația Anderson Mesa de Lowell Observatory Near-Earth-Object Search. 
Obiectul prezintă o orbită caracterizată de o semiaxă mare de 3,1176697 UAi, o excentricitate de 0,04, o înclinație de 9,96253 ° în raport cu ecliptica.